# Lemme de Dehn
En mathématiques, le lemme de Dehn est un résultat de topologie des variétés de dimension trois. Il énonce que l'existence d'une fonction affine par morceaux d'un disque vers une variété de dimension 3, dont les points singuliers se trouvent dans l'intérieur du disque, implique l'existence d'une autre fonction affine par morceaux entre ces espaces, qui est un plongement et qui est identique à l'originale sur les bords du disque.
On pensait ce théorème démontré par Max Dehn en 1910, mais une erreur a été trouvée dans la démonstration par Hellmuth Kneser.  Le statut du lemme de Dehn est demeuré incertain jusqu'en 1957. Il a été prouvé à cette date par Christos Papakyriakopoulos en utilisant une construction ingénieuse à base de revêtements.